# فرانكو فورتيني
فرانكو فورتيني (بالإيطالية: Franco Fortini)‏ (1917 - 1994)، هو شاعر وكاتب ومترجم إيطالي
ولد فرانكو فورتيني يوم 10 سبتمبر 1917 في فلورنسا، وهو ابن محامي يهودي، دينو لاتيس، وأم كاثوليكية، إيما فورتيني ديل جيجليو. درس القانون والعلوم الإنسانية في الجامعة. وفي عام 1939 التحق بالكنيسة البروتستانتية، ولكن في سنواته الأخيرة وصف نفسه بأنه ملحد.[1] 
أسهم فورتيني في العديد من القضايا الأدبية، خاصة عندما نشر ديوانه عام 1946م، كما قام في الخمسينيات من القرن العشرين بكتابة مقالات أدبية في مجلة (أوفيسيانا) وترجم أعمال جدته وفرانس كافكا ومارسيل بروست وبرتولت بريشت وسيمون فايل.

## وفاته
توفي يوم 28 نوفمبر 1994)في مدينة ميلانو.

## روابط خارجية
- فرانكو فورتيني على موقع ميوزك برينز (الإنجليزية)
- فرانكو فورتيني على موقع ديسكوغز (الإنجليزية)